# Pimpinella etbaica
Pimpinella etbaica är en flockblommig växtart som beskrevs av Georg August Schweinfurth. Pimpinella etbaica ingår i släktet bockrötter, och familjen flockblommiga växter. Inga underarter finns listade i Catalogue of Life.